# 128
Glej tudi: število 128
128 (CXXVIII) je bilo prestopno leto, ki se je po julijanskem koledarju začelo na sredo.

## Dogodki
- 1. januar